# مارتین دریلر
مارتین دریلر (انگلیسی: Martin Driller؛ زادهٔ ۲ ژانویهٔ ۱۹۷۰) بازیکن فوتبال اهل آلمان است.
از باشگاه‌هایی که در آن بازی کرده‌است می‌توان به باشگاه فوتبال پادربورن، باشگاه فوتبال بروسیا دورتموند، باشگاه فوتبال اینگولشتات ۰۴، باشگاه فوتبال نورنبرگ، و باشگاه فوتبال سن پائولی اشاره کرد.